# Peperomia rupiseda
Peperomia rupiseda är en pepparväxtart som beskrevs av C. Dc. och Arthur William Hill. Peperomia rupiseda ingår i släktet peperomior, och familjen pepparväxter. Inga underarter finns listade i Catalogue of Life.